# Eucereon consorta
Eucereon consorta là một loài bướm đêm thuộc phân họ Arctiinae, họ Erebidae.